# Радовка (Житомирская область)
Радовка (укр. Радівка) — село на Украине, находится в Коростышевском районе Житомирской области.
Население по переписи 2001 года составляет 101 человек. Почтовый индекс — 12530. Телефонный код — 4130. Занимает площадь 0,85 км².

## Население

### Языковой состав
Родной язык населения по данным переписи 2001 года:
| Язык       | Численность, чел. | Доля     |
| ---------- | ----------------- | -------- |
| Украинский | 97                | 96,04 %  |
| Русский    | 4                 | 3,96 %   |
| Итого      | 101               | 100,00 % |

## Адрес местного совета
12536, Житомирская область, Коростышевский р-н, с.Вольнянка